# Hory (Oloví)
Hory (německy Horn) jsou vesnice, část města Oloví v okrese Sokolov v Karlovarském kraji. Nachází se asi 1,5 km severně od Oloví. Je zde evidováno 120 adres. V roce 2011 zde trvale žilo 816 obyvatel.
Hory leží v katastrálním území Hory u Oloví o rozloze 3,58 km².

## Historie
První písemná zmínka o vesnici pochází z roku 1350.

## Obyvatelstvo
Při sčítání lidu v roce 1921 zde žilo 978 obyvatel, z toho 88 Čechoslováků, 766 Němců a 124 cizinců. K římskokatolické církvi se hlásilo 962 obyvatel, 12 obyvatel k evangelické církvi, devět k československé církvi, dva k izraelitské církvi a dva byli bez vyznání.
| Rok            | 1869 | 1880 | 1890 | 1900 | 1910 | 1921 | 1930  | 1950 | 1961 | 1970  | 1980  | 1991 | 2001 | 2011 | 2021 |
| -------------- | ---- | ---- | ---- | ---- | ---- | ---- | ----- | ---- | ---- | ----- | ----- | ---- | ---- | ---- | ---- |
| Počet obyvatel | 308  | 270  | 301  | 338  | 942  | 978  | 1 018 | 443  | 593  | 1 267 | 1 069 | 884  | 984  | 816  | 786  |
| Počet domů     | 42   | 53   | 54   | 54   | 81   | 87   | 111   | 113  | -    | 97    | 87    | 89   | 92   | 102  | 186  |

## Obecní správa
Při sčítání lidu v letech 1850–1879 Hory byly osadou obce Krajková v okrese Falknov. V letech 1880–1952 byly samostatnou obcí v okrese Falknov nad Ohří (v letech 1890–1910 Falknov). Od roku 1953 jsou částí města Oloví, se kterým patřily nejprve do okresu Kraslice, ale od roku 1961 v okrese Sokolov.

## Galerie

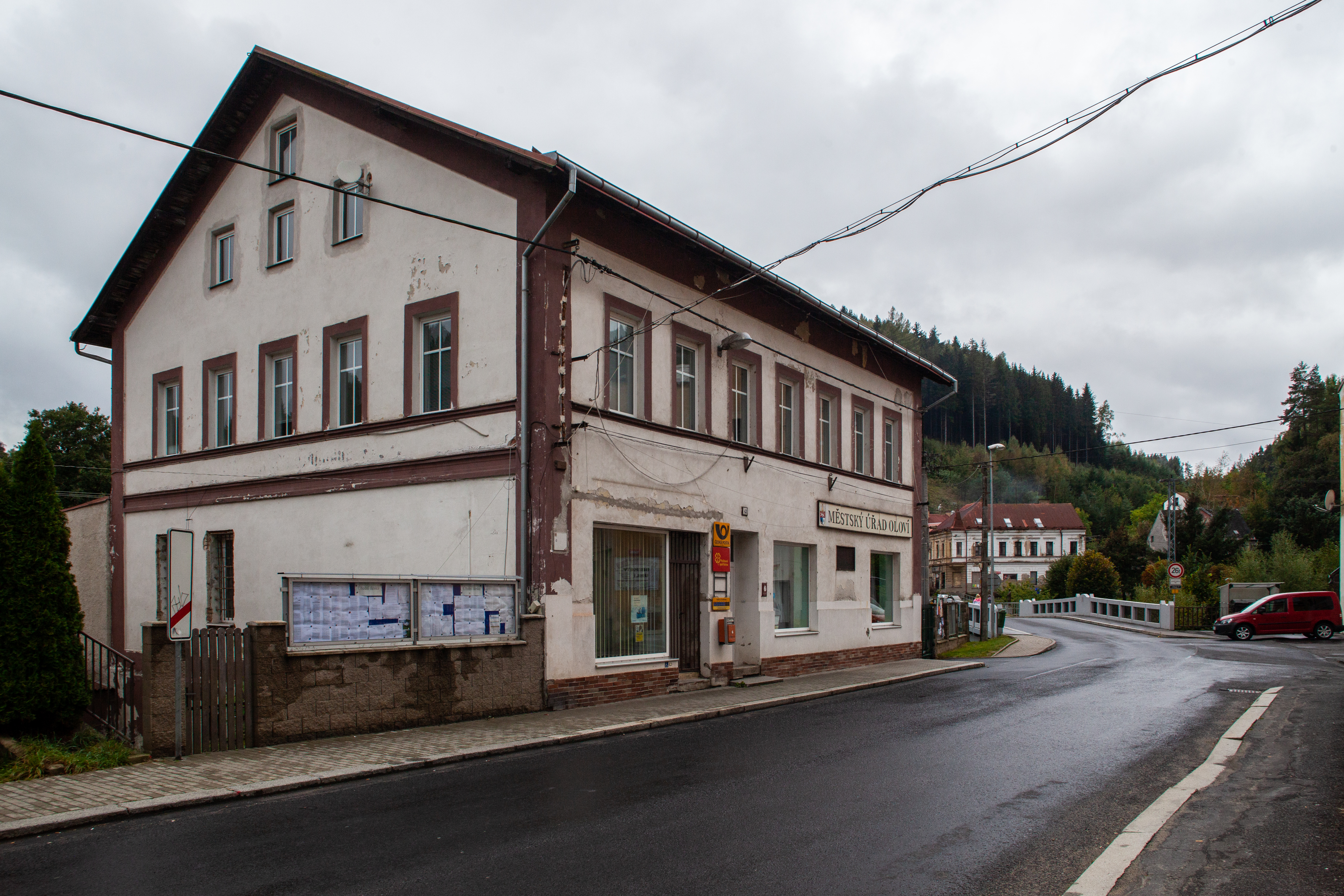
městský úřad Oloví
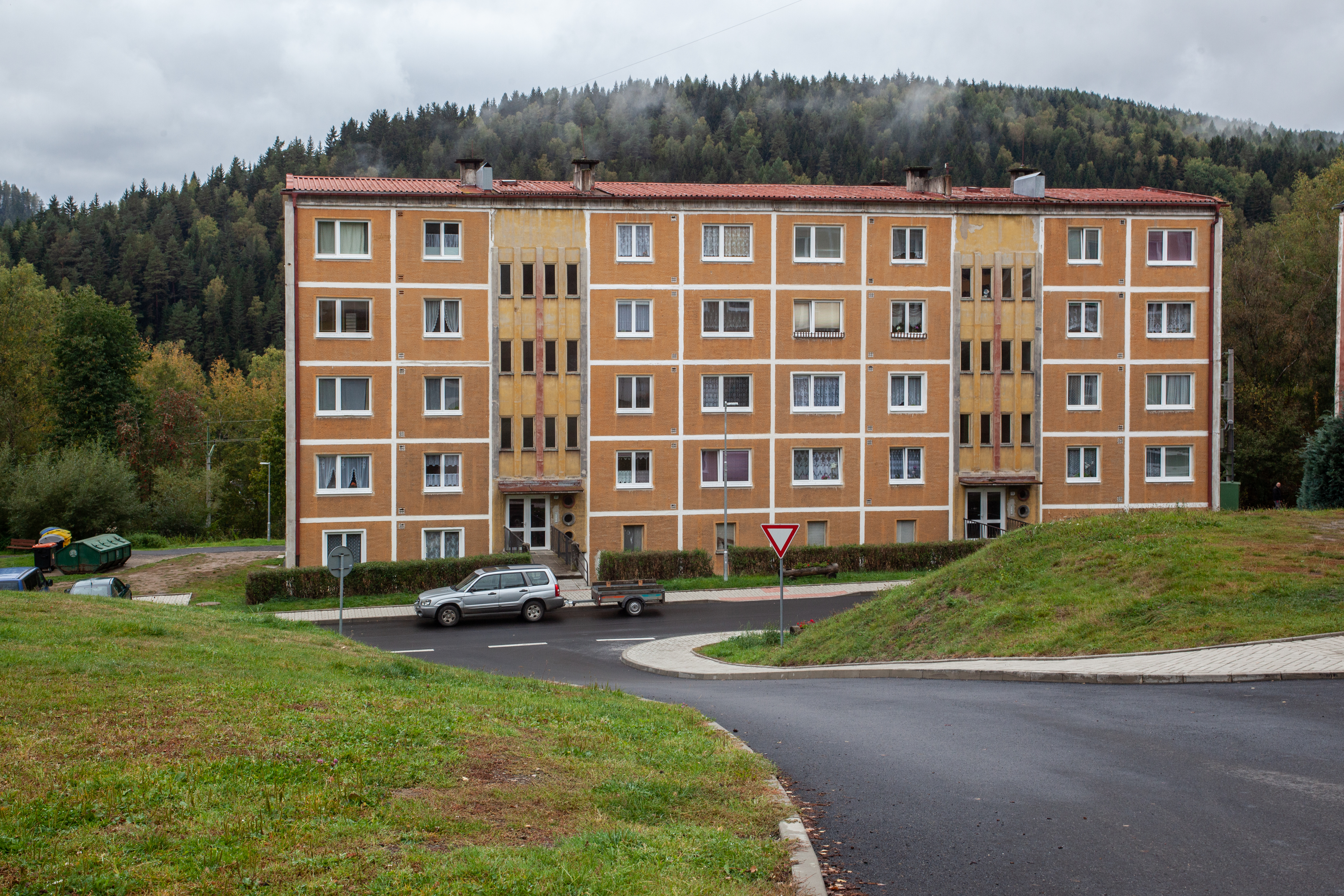
panelové sídliště
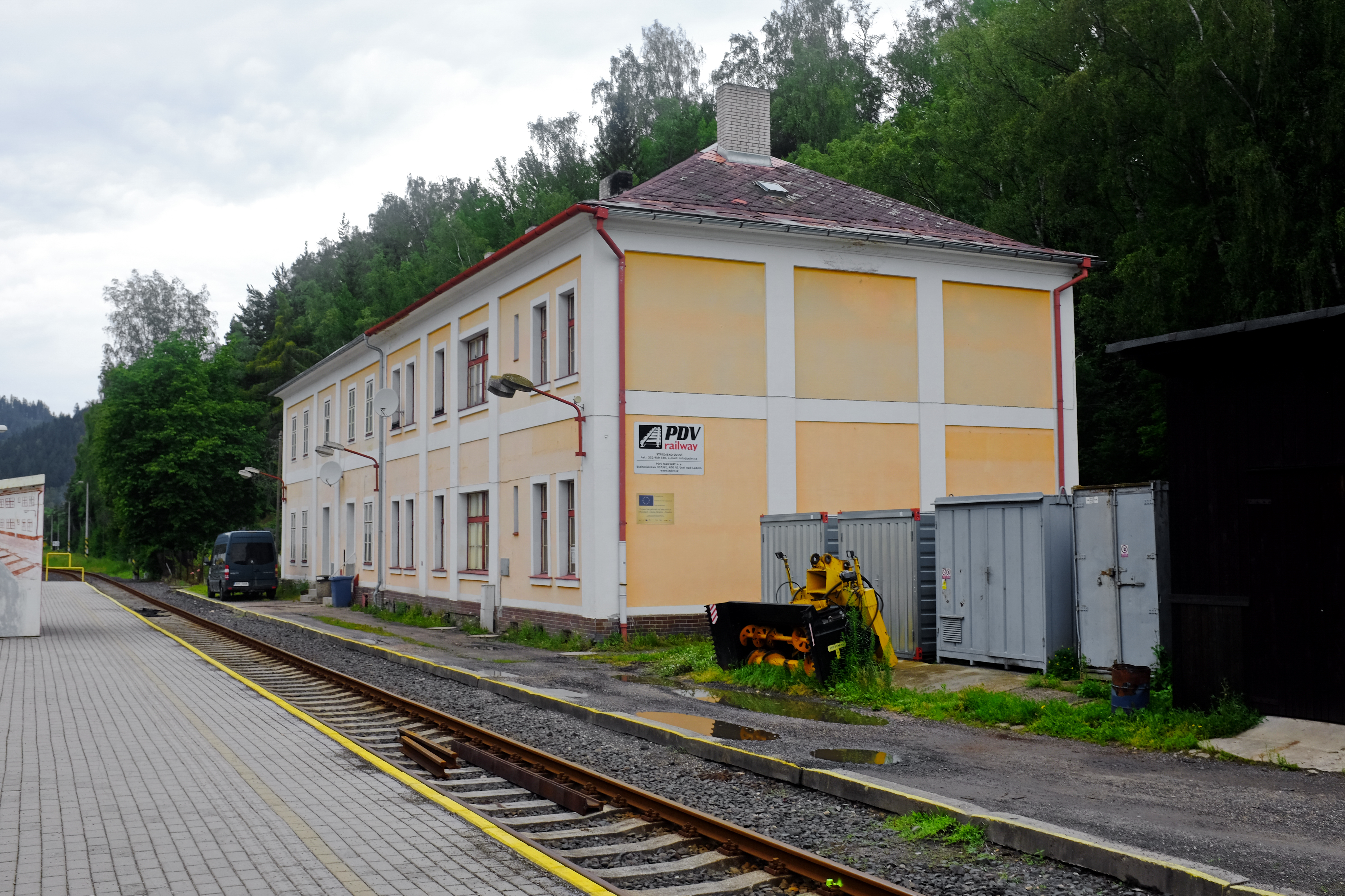
stanice Oloví
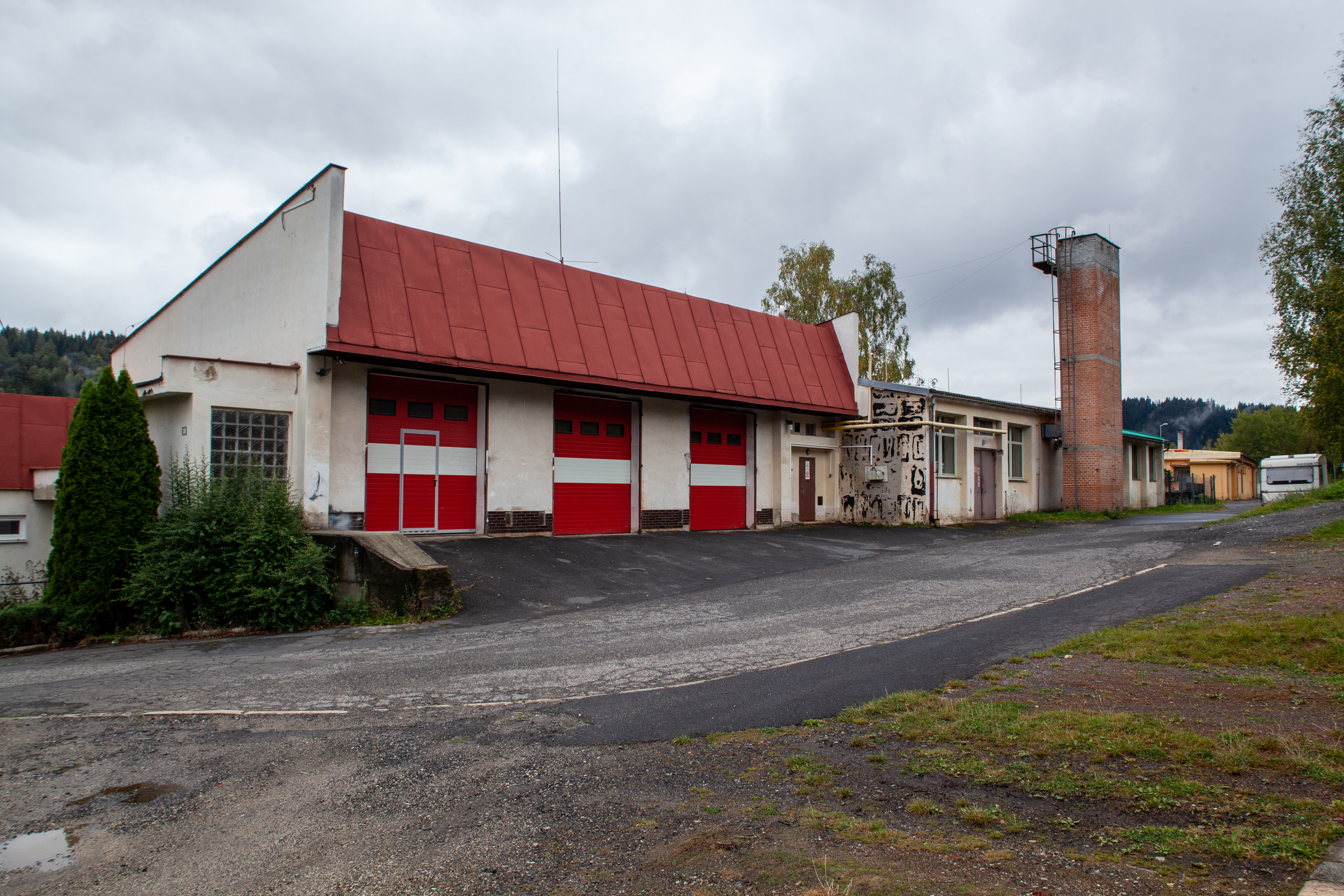
požární zbrojnice
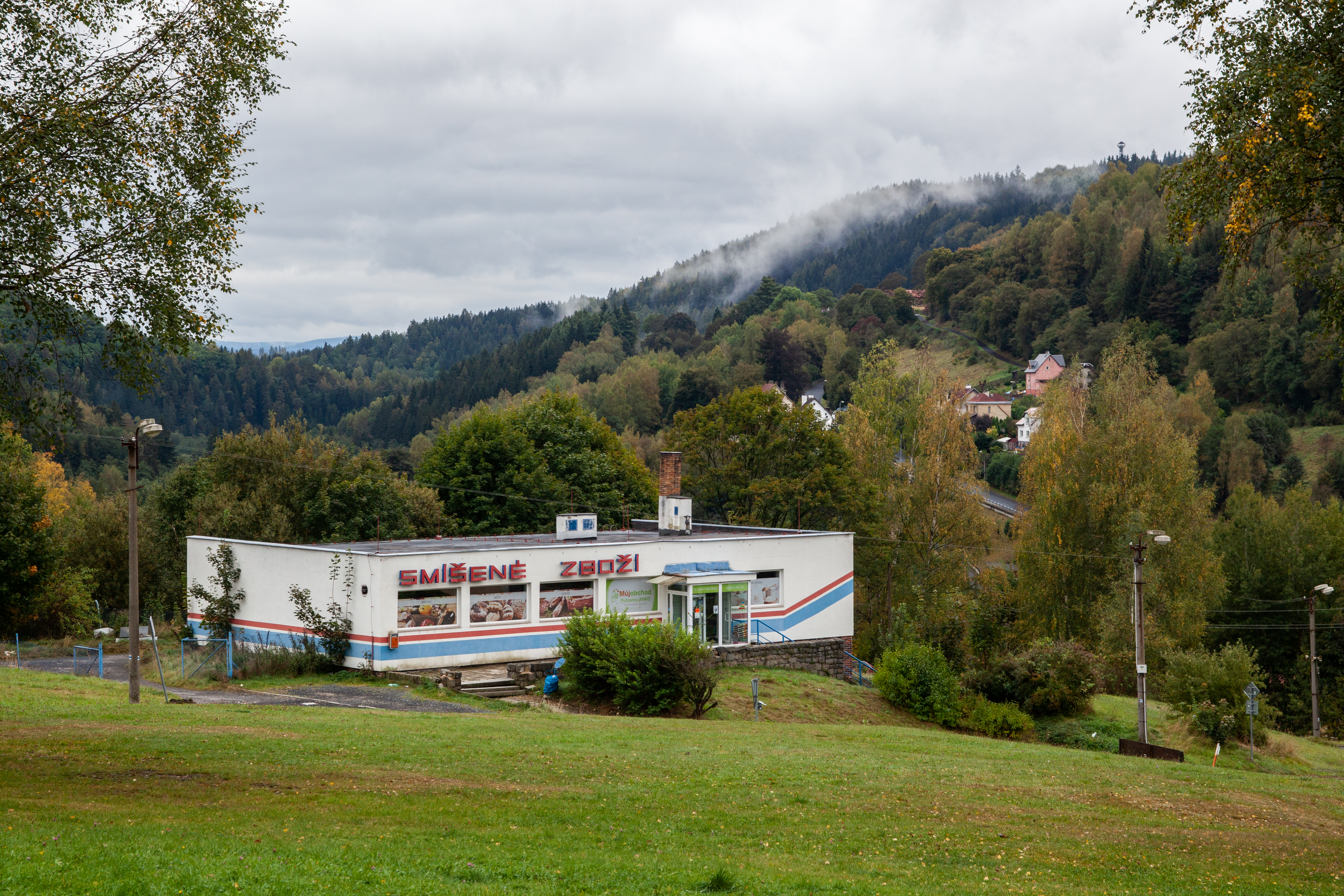
smíšené zboží